# Ecoduct Jac. P. Thijsse
Ecoduct Jac. P. Thijsse is een ecoduct over de Nederlandse autosnelweg A12 ter hoogte van Wolfheze. Het ecoduct verbindt de Veluwse natuurgebieden Planken Wambuis en Reijerscamp. Het is in 2012 geopend. 
Het toenmalige Ministerie van Landbouw, Natuur en Voedselkwaliteit besloot in 2007 het viaduct te bouwen en het als jubileumcadeau aan te bieden aan Vereniging Natuurmonumenten. Als naamgever werd natuurbeschermer en amateur-bioloog Jac. P. Thijsse verkozen. Door het verbinden van de natuurgebieden, wordt de versnippering tegengegaan. De afrastering is in 2013 verlaagd, zodat groot wild, zoals reeën en herten, ook van het viaduct gebruik kan maken en deze soorten zich van de Veluwe tot de Nederrijn kunnen verplaatsen.